# Liste der Naturdenkmale in Zell am Harmersbach
Die Liste der Naturdenkmale in Zell am Harmersbach nennt die verordneten Naturdenkmale (ND) der im baden-württembergischen Ortenaukreis liegenden Stadt Zell am Harmersbach. In Zell am Harmersbach gibt es insgesamt elf als Naturdenkmal geschützte Objekte, davon vier flächenhafte Naturdenkmale (FND) und sieben Einzelgebilde-Naturdenkmale (END).
| Naturdenkmale                  | Anzahl |
| ------------------------------ | ------ |
| FND Flächenhafte Naturdenkmale | 4      |
| END Einzelgebilde              | 7      |
| Gesamt                         | 11     |

Stand: 1. November 2016.

## Flächenhafte Naturdenkmale (FND)
| Name                                 | Bild | Kennung     | Einzelheiten        | Position | Fläche Hektar | Datum         |
| ------------------------------------ | ---- | ----------- | ------------------- | -------- | ------------- | ------------- |
| Birkenbestand am Schwarzenbachsattel |      | 83171460005 | Zell am Harmersbach | ???      | 0,2           | 29. Aug. 1963 |
| Großer Felsen                        |      | 83171460001 | Zell am Harmersbach | ???      | 0,1           | 29. Aug. 1963 |
| Hahnenstein                          |      | 83171460003 | Zell am Harmersbach | ???      | 0,0           | 29. Aug. 1963 |
| St. Michaelsfelsen                   |      | 83171460004 | Zell am Harmersbach | ???      | 0,0           | 29. Aug. 1963 |
| Legende für Naturdenkmal             |      |             |                     |          |               |               |

## Einzelgebilde (END)
| Name                     | Bild | Kennung     | Einzelheiten                                                                                   | Position | Fläche Hektar | Datum         |
| ------------------------ | ---- | ----------- | ---------------------------------------------------------------------------------------------- | -------- | ------------- | ------------- |
| Alte Kleibachlinde       |      | 83171460011 | Zell am Harmersbach                                                                            | ???      | 0,0           | 15. Jan. 1974 |
| Alte Linde               |      | 83171460006 | Zell am Harmersbach                                                                            | ???      | 0,0           | 29. Aug. 1963 |
| Alte Platane             |      | 83171460007 | Zell am Harmersbach                                                                            | ???      | 0,0           | 9. Okt. 1964  |
| Gerichtslinde Kirnbach   |      | 83171460002 | Zell am Harmersbach, Ortsteil Unterharmersbach im Weiler Kirnbach-Grün bei St. Michaelskapelle | ⊙        | 0,0           | 29. Aug. 1963 |
| Mächtige Weymouthskiefer |      | 83171460010 | Zell am Harmersbach                                                                            | ???      | 0,0           | 15. Jan. 1974 |
| Radiumbrunnenbuche       |      | 83171460009 | Zell am Harmersbach                                                                            | ???      | 0,0           | 15. Jan. 1974 |
| Weidbergfichte           |      | 83171460008 | Zell am Harmersbach                                                                            | ???      | 0,0           | 15. Jan. 1974 |
| Legende für Naturdenkmal |      |             |                                                                                                |          |               |               |